# Eursinge (Midden-Drenthe)
Eursinge (52° 50′ N, 6° 36′ L) é uma cidade dos Países Baixos, na província de Drente. Eursinge pertence ao município de Midden-Drente, e está situada a 16 km, a nordeste de Hoogeveen.
A área de Eursinge, que também inclui as partes periféricas da cidade, bem como a zona rural circundante, tem uma população estimada em 60 habitantes.